# Enrique Pichon-Rivière
Enrique Pichon-Rivière (Ginevra, 25 giugno 1907 – Buenos Aires, 16 luglio 1977) è stato uno psichiatra argentino, considerato uno degli iniziatori della psicoanalisi in Argentina e ideatore della teoria di gruppo conosciuta come gruppo operativo, strumento di somma importanza nella psicologia sociale.
Negli anni quaranta è diventato uno dei membri fondatori dell'Associazione Psicoanalitica Argentina (APA) e negli anni cinquanta ha partecipato alla creazione della prima scuola privata di psicologia sociale e dell'istituto argentino di studi sociali (IADES). L'originalità della sua teoria si basa nella visione dialettica del funzionamento dei gruppi e della relazione tra la dialettica, l'omeostasi e la cibernetica.

## Biografia
Enrique Pichon-Rivière nacque il 25 giugno 1907 a Ginevra, Svizzera, da genitori francesi (madre oriunda della città di Lione e padre della Bretagna). Suo padre aveva avuto due figlie femmine e tre maschi da un precedente matrimonio. Deceduta la moglie, si sposò di seconde nozze con la prima sorella di sua moglie defunta. Enrique sarà l'unico figlio nato da questo secondo matrimonio e, di conseguenza, il più giovane della famiglia. Sia Alphonse sia Joséphine -i suoi genitori- rinnegarono le loro origini borghesi, abbracciando idee progressiste e si ribellarono alle norme culturali dell'epoca. Entrambi erano ammiratori della poesia "ribelle" di Rimbaud e Baudelaire ed erano di forte convinzione socialista. Rifiutavano il razzismo e gli stereotipi maschilisti che predominavano all'inizio del XX secolo.
Nel 1911 la sua famiglia si spostò a Buenos Aires per poi trasferirsi a Florencia, nella Provincia di Santa Fe, nella regione conosciuta come Chaco santafesino. Suo padre, che era stato militare nella Academia Militar de Saint-Cyr, venne inviato dalla sua famiglia in Inghilterra per studiare l'industria tessile. Successivamente la famiglia decise di spostarsi in Argentina per ragioni sconosciute persino allo stesso Pichon-Rivière. Suo padre iniziò a sfruttare le sovvenzioni fondiarie concesse dallo Stato argentino, dove tentò senza successo di produrre cotone. Fu così che la famiglia dovette emigrare verso la Provincia di Corrientes, in un primo tempo a Bella Vista e successivamente a Goya, una città costiera sul Fiume Paraná, che era soggetto a frequenti inondazioni. In quell'ambiente del Chaco Austral trascorse la sua infanzia tra la forte influenza della cultura guaraní, il contatto quotidiano con gli indigeni e una modesta vita contadina. Lì apprese inizialmente a parlare francese e in seguito anche il guaraní e il castigliano.
All'età di 6-7 anni Enrique si rese conto di quello che lui stesso avrebbe definito "il grande segreto familiare", ovvero che i suoi fratelli e sorelle non avevano la sua stessa madre, ma erano fratellastri e sorellastre. Studiò durante l'adolescenza nella città di Goya e una volta conclusi gli studi fondò il Partito Socialista di Goya.
Nel 1924 iniziò gli studi di medicina nella città di Rosario (Argentina), terminandoli nel 1936 a Buenos Aires. A Rosario lavorò per un periodo come "istruttore di buone maniere" per prostitute di origine polacca in un bordello. Tempo dopo studiò antropologia, abbandonando quasi subito per dedicarsi totalmente alla psichiatria e psicoanalisi.
Iniziò la professione di psichiatra nell'Asilo de Torres, a Open Door, vicino alla città di Luján, nella provincia di Buenos Aires. Successivamente si trasferì nella città di Buenos Aires, dove lavorò nuovamente in un sanatorio e anche come giornalista nel quotidiano La Crítica (1930-1931). In questo periodo si interessò alla poesia, mostrando un particolare interesse per i poeti maledetti francesi e per Isidore Ducasse.
Tra il 1938 e il 1947 ricoprì il ruolo di direttore facente parte del servizio di ammissione dell'ospizio de Las Mercedes, oggi conosciuto come Hospital Interdisciplinario Psicoasistencial "José Tiburcio Borda", lavorando in suddetto ospizio per quindici anni. In un'indagine condotta da Julio Cavalli sulla famiglia di Aberastury, apprendiamo che questo manicomio del XIX secolo situato nel sud della città di Buenos Aires fu fondato dal nonno del prestigioso psichiatra Gonzalo Bosch, che era stato il medico personale di Juan Manuel de Rosas. Gonzalo Bosch, che a quel tempo dirigeva l'Hospicio de las Mercedes, sarà incaricato di incorporare Pichon Rivière nello staff medico e questo a sua volta i fratelli Arminda Aberastury (pioniere della psicoanalisi di bambini e adolescenti in Argentina) e Federico Aberastury (un embriologo dell'Università di Buenos Aires, ampiamente noto per essere stato il primo presidente della Società di grafologia argentina e per le sue ricerche nel campo della grafologia e della grafopatologia).
All'inizio degli anni Quaranta fondò con Ángel Garma, Celes Ernesto Cárcamo, Marie Langer e Arnaldo Rascovsky la Associazione Psicoanalitica Argentina (APA), dalla quale si allontanò tempo dopo, più interessato all'aspetto sociale e all'attività dei gruppi nella società. Tutto ciò lo portò a lavorare nella Scuola di Psicologia Dinamica, poi denominata Scuola di Psicologia sociale.
Nel 1937 si sposò con la famosa psicoanalista Arminda Aberastury, che aveva conosciuto grazie alla sua amicizia con il fratello di lei, Federico Aberastury, e che era stata una delle fondatrici della recente APA. Aberastury influì nelle teorie sviluppate da Pichon-Rivière, data la specializzazione realizzata negli studi su Melanie Klein e i metodi di Sophie Morgenstern.
Nel 1953 fondò la prima scuola privata di Psicologia Sociale.
Nel 1955, insieme a Gino Germani e con l'appoggio della facoltà di Scienze Economiche, l'Istituto di statistica della facoltà di Filosofia e il Dipartimento di Psicologia e della facoltà di Medicina di Rosario, fondò l'Instituto Rosarino de Estudios Sociales (IRDES), assumendo il ruolo di direttore.
Il 24 novembre 1972 sua moglie Arminda Aberastury decise di togliersi la vita. Secondo alcuni parenti vicini alla famiglia, il gesto fu dovuto a una malattia della pelle sfigurante. Pichón-Riviere iniziò una relazione con la sua ex-studentessa e collaboratrice, Ana Pampliega de Quiroga, conosciuta nel 1965.